# (90953) Hideosaitou
(90953) Hideosaitou est un astéroïde de la ceinture principale.

## Description
(90953) Hideosaitou est un astéroïde de la ceinture principale. Il fut découvert le 7 novembre 1997 à Nanyo par Tomimaru Okuni. Il présente une orbite caractérisée par un demi-grand axe de 2,36 UA, une excentricité de 0,19 et une inclinaison de 4,1° par rapport à l'écliptique.

## Compléments